# Episodi di California (terza stagione)
Questa voce contiene trame, dettagli e crediti dei registi e degli sceneggiatori della terza stagione della serie televisiva California.

 Negli Stati Uniti d'America, è stata trasmessa per la prima volta dalla CBS dal 12 novembre 1981 al 6 maggio 1982. In Italia è stata trasmessa in prima visione nel 1983.
Il cast regolare di questa stagione è composto da: James Houghton (Kenny Ward), Kim Lankford (Ginger Ward), Michele Lee (Karen Fairgate), Constance McCashin (Laura Avery), Donna Mills (Abby Cunningham), Don Murray (Sid Fairgate), John Pleshette (Richard Avery), Ted Shackelford (Gary Ewing), Joan Van Ark (Valene Ewing).
| nº | Titolo originale       | Titolo italiano        | Prima TV USA     | Prima TV Italia |
| -- | ---------------------- | ---------------------- | ---------------- | --------------- |
| 1  | The Vigil              | Attesa                 | 12 novembre 1981 |                 |
| 2  | Critical Condition     | Condizioni critiche    | 19 novembre 1981 |                 |
| 3  | Aftermath              | Conseguenze            | 26 novembre 1981 |                 |
| 4  | ' Moving In            | Convivenza difficile   | 3 dicembre 1981  |                 |
| 5  | The Surprise           | Giro di boa            | 10 dicembre 1981 |                 |
| 6  | One of a Kind          | Un bel tipo            | 17 dicembre 1981 |                 |
| 7  | Secrets                | Piccoli segreti        | 24 dicembre 1981 |                 |
| 8  | Mistaken Motives       | Soluzioni sbagliate    | 7 gennaio 1982   |                 |
| 9  | The Rose and the Briar | Una rosa tra i rovi    | 14 gennaio 1982  |                 |
| 10 | The Three Sisters      | Tre piccole sorelline  | 21 gennaio 1982  |                 |
| 11 | Power Play             | Giochi di potere       | 28 gennaio 1982  |                 |
| 12 | Possibilities          | Il bivio               | 11 febbraio 1982 |                 |
| 13 | Reunion                | Fuga a New York        | 18 febbraio 1982 |                 |
| 14 | Cricket                | Cricket                | 4 marzo 1982     |                 |
| 15 | Best Intentions        | Ricominciare           | 11 marzo 1982    |                 |
| 16 | Silver Shadows         | Ombre d'argento        | 25 marzo 1982    |                 |
| 17 | Letting Go             | Lasciarsi andare       | 1º aprile 1982   |                 |
| 18 | Expose                 | Scandalo               | 8 aprile 1982    |                 |
| 19 | Night                  | Ultima chance          | 15 aprile 1982   |                 |
| 20 | Acts of Love           | Cosa significa amare   | 22 aprile 1982   |                 |
| 21 | China Dolls            | Bambole cinesi         | 29 aprile 1982   |                 |
| 22 | Living Dangerously     | Vivere pericolosamente | 6 maggio 1982    |                 |